# Z-критерій
Z-критерій - це будь-який статистичний критерій для якого розподіл значень статистики тесту при нульовій гіпотезі приблизно відповідає нормальному розподілу.[джерело?]

## Приклад
Нехай в якійсь області результати ЗНО мають середнє значення 100 балів, а стандартне відхилення - 12 балів. Нас цікавлять бали 55 учнів школи які отримали середній бал 96. Нас цікавить чи це середнє значно нижче ніж середнє по області, тобто чи школярі цієї школи вписуються у випадкову вибірку з регіону, чи їхні бали незвичайно низькі?
Спершу обчислимо стандартну похибку середнього:
{\displaystyle \mathrm {SE} ={\frac {\sigma }{\sqrt {n}}}={\frac {12}{\sqrt {55}}}={\frac {12}{7.42}}=1.62\,\!}
де {\displaystyle {\sigma }} - стандартне відхилення.
Тепер обчислимо z-оцінку, яка є відстанню між середнім вибірки і загальним середнім в одиницях стандартної похибки:
{\displaystyle z={\frac {M-\mu }{\mathrm {SE} }}={\frac {96-100}{1.62}}=-2.47\,\!}
В цьому прикладі, ми вважаємо що загальне середнє і загальна дисперсія відомі, що було б правильно якби всі студенти області пройшли тест. Якщо статистики всієї області невідомі, краще використати t-критерій.
Середній бал класу - 96, що на −2.47 стандартних похибок менше за середнє області 100. Якщо подивитись це значення z-оцінки в таблиці стандартного нормального розподілу, ми з'ясуємо, що ймовірність отримати стандартне нормальне значення менше за −2.47 приблизно дорівнює 0.5 − 0.4932 = 0.0068. Це одностороннє p-значення для нульової гіпотези, що 55 студентів порівнянні з простою випадковою вибіркою з набору всіх тих хто проходили тест. Двостороннє p-значення приблизно дорівнює 0.014 (вдвічі більше за одностороннє).
Виражаючи це в інший спосіб, з ймовірністю 1 − 0.014 = 0.986, проста випадкова вибірка з 55 студентів буде мати середній бал тесту в межах 4 одиниць від середнього сукупності. Ми також можем сказати що з ймовірністю 98.6% ми відкидаємо нульову гіпотезу що 55 учасників тесту порівняні з простою випадковою вибіркою з сукупності учасників тесту.
Результат Z-тесту говорить нам що 55 студентів до яких ми застосували цей тест мають незвичайно низький середній бал у порівнянні з більшістю простих випадкових вибірок з сукупності учасників тесту.